# Större sporrspindel
Större sporrspindel (Cheiracanthium punctorium) är en spindel som förekommer i stora delar av Europa och österut till centrala Asien. 
Ett annat namn är större taggspindel.

## Beskrivning
Som hos många andra spindlar är honan störst med en längd på 10–15 millimeter och hanen lite mindre, vanligen 7,5–12 millimeter. Både honan och hanen har rödbrun framkropp, men färgen på bakkroppen är olika, honan har brungrönaktig bakkropp medan hanens bakkropp är gulaktig. Både honan och hanen har på bakkroppens ovansida ett längsgående band. Hos honan har detta band ungefär samma färg men i en mörkare nyans som resten av bakkroppen, medan det hos hanen är grönaktigt i kontrast till den i övrigt gulaktiga bakkroppen. Hos båda könen är käkarna stora och kraftigt särade.

## Utbredning
Arten förekommer i centrala och södra Europa (den saknas i Storbritannien) österut till Turkestan och Kina. I Sverige finns den längs den småländska kusten norrut till Kalmarområdet, på Öland och Gotland. I norra Europa finns den annars bara i Estland och Lettland samt i sydvästra Finland där den hittades år 2022.
Arten troddes länge vara nationellt utdöd i Sverige; de enda tidigare fynden (före 2004) gjordes på Öland i juli 1941. Den 25 augusti 2004 upptäcktes emellertid flera exemplar i Knisa  mosse på Öland. Sedan dess har många fler exemplar av spindeln observerats i Sverige, och den är där klassificerad som livskraftig (LC) sedan 2015.

## Ekologi
Den större sporrspindeln är aktiv från sensommaren till tidig höst, i Sverige från slutet av juli till början av oktober. Den är värmeälskande och föredrar troligen vindskyddade biotoper. Dess habitat i centrala Europa är ängar, kulturmark som ligger i träda och skogsgläntor. I Sverige har den dock främst hittats i kärr och våtängar. Honan gör flera vita bosäckar som fästs högt upp i vippgräset eller örternas toppar. Den första bosäcken byggs redan av ungarna inför övervintringen. Den är bara ett par mm stor, och spinns inuti ett ihoprullat blad. På våren börjar honan spinna större bosäckar, upptill 3 cm långa.

### Fortplantning
I samband med parningen bygger hanen en egen bosäck intill (och ihop) med honans. Väggen mellan bosäckarna rivs, och paret vistas i säcken i ett par dagar innan de lämnar den. Honan återgår därefter till att bygga vanliga bosäckar fram till äggläggningen. Då bygger hon en stor, kraftig säck, 4 till 6 cm i diameter, i vilken hon lägger sina ägg. De vaktas därefter aggressivt av honan. Hon äter knappast något under denna tid, och dör efter det att ungarna blivit fullbildade.

### Gift

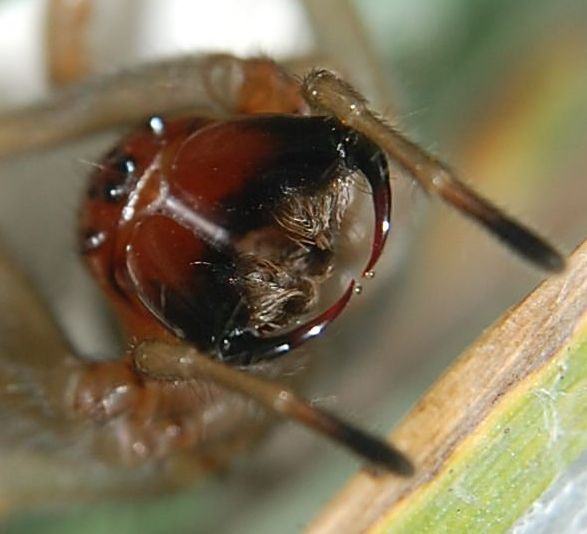
En hona med giftkäkarna i hotställning

Arten är giftig och en av få spindlar i Europa med käkar kraftiga nog att bita en människa. Bettet är smärtsamt, påminnande om ett getingstick, och kan orsaka obehag i form av lokal svullnad samt en brännande eller kliande känsla. Det kan även orsaka allvarligare symptom, som lymfkörtelsvullnad, feber, matthet, speciellt hos barn huvudvärk och kräkningar, samt i sällsynta fall smärre hudnekroser.
Symptomen försvinner i regel efter ett dygn, men kan sällsynt vara i 2 till 3 veckor.
Det effektiva giftet gör att spindeln kan ta förhållandevis stora byten, som sävvårtbitare och kärrgräshoppa. Arten bygger inga fångstnät, utan smyger sig på bytena.